# Myrmecozelotes
Myrmecozelotes is een geslacht van wantsen uit de familie van de Miridae (Blindwantsen). Het geslacht werd voor het eerst wetenschappelijk beschreven door Berg in 1883.

## Soorten
Het genus bevat de volgende soort:

- Myrmecozelotes lynchii Berg, 1893